# إيلونغا ماكابو
إيلونغا ماكابو (بالفرنسية: Ilunga Makabu)‏ مواليد 1988، هو ملاكم محترف كونغولي. بدأ مسيرته الاحترافية سنة 2008.

## المسيرة الاحترافية
من نزالاته:
- خسر أمام توني بيلو بالضربة القاضية (2016).
- انتصر على غلين جونسون بالضربة الفنية القاضية (2014).

## إحصائيات
خاض خلال مسيرته 21 نزالا، فاز في 19 وخسر في 2. فاز بالضربة القاضية في 18 نزالا.

## روابط خارجية
- إيلونغا ماكابو على موقع بوكس ريك (الإنجليزية) (registration required)